# 105 (număr)
105 (o sută cinci) este numărul natural care urmează după 104 și precede pe 106 într-un șir crescător de numere naturale.

## În matematică
105:
- Este un număr triunghiular[1] și dodecagonal[2][3]
- Este un număr dodecagonal.[4][5]
- Este un număr repdigit[6] în baza 20.
- Este un număr rotund.[7][8]
- Este un număr palindromic [9] în bazele 4 și 20.
- Este primul număr Zeisel⁠(d).[10][11]
- Este un număr sfenic, fiind produsul a trei numere prime consecutive.[12]
- Este un număr dublu factorial⁠(d),[13][14] al lui 7.
- Este suma primelor cinci numere pătrat piramidale.
- Apare în mijlocul unui cvadruplet de numere prime⁠(d): (101, 103, 107, 109). Singurele numere mai mici decât 1000 care au această proprietate sunt 9, 15, 195 și 825.
- Este un număr n pentru care expresia {\displaystyle n-2^{k}} este un număr prim pentru {\displaystyle 0<k<log_{2}(n)}.

## În știință
- Este numărul atomic al dubniului.

### În astronomie
- Messier 105 este o galaxie eliptică cu o magnitudine 9,3 în constelația Leul.
- Obiectul NGC 105 din New General Catalogue este o galaxie spirală cu o magnitudine 18,46 în constelația Peștii.
- 105 Artemis este un asteroid din centura principală.